# Frans Henrik Kockum den yngre
Frans Henrik Kockum, född 2 juli 1840 i Malmö, död där 18 februari 1910, var en svensk industriman. Han var son till Frans Henrik Kockum den äldre.

## Biografi
Kockum genomgick tekniska skolan i Malmö, studerade vid Polytechnikum i Hannover 1856–1858 samt vid bergsakademierna i Freiberg 1858–1860 och i Leoben 1860–1861. Han var därefter verksam vid faderns industrier och vid den sistnämndes död 1875 övertog han ledningen för såväl den mekaniska verkstaden i Södra Förstaden, nuvarande Davidshallsområdet, vilken 1866 ombildades till Kockums mekaniska verkstads AB, som järnverksbolaget och tobaksfabriken, åt vilka företag han därefter helt ägnade sig. Han deltog 1887 i bildandet av Skånska Ingenjörsklubben.
Kockum är begravd på Sankt Pauli norra kyrkogård i Malmö.